# 塩原薫
塩原 薫（しおばら かおる、1975年4月18日 - ）は、日本の女優。血液型はA型。

## 出演

### テレビ番組
- さすらい刑事旅情編第3シリーズ 第3話（1990年）
- 美少女仮面ポワトリン 第36話（1990年） - お彼岸ライダー/静 役
- 鳥人戦隊ジェットマン 第15話（1991年） - キョウコ 役

### CM
- クレアラシル

| スタブアイコン | サブスタブ | この項目は、まだ閲覧者の調べものの参照としては役立たない、俳優（男優・女優）に関連した書きかけの項目です。この項目を加筆・訂正などしてくださる協力者を求めています（P:映画/PJ芸能人）。 |